# Kaiser-Brauerei (Charlottenburg)
Die Kaiser-Brauerei AG in Berlin-Charlottenburg ist eine ehemalige Brauerei, die vorrangig durch die Biermarke Charlottenburger Pilsener Bekanntheit erlangte. Das Brauereigelände befand sich in der Ortslage Klausenerplatz zwischen Danckelmannstraße Nr. 9 und Sophie-Charlotten-Straße 92–94.

## Lage
Ein erstes Gebäude mit der Adresse Danckelmannstraße 9 entstand Anfang der 1880er Jahre für und durch den Architekten Alfred Schrobsdorff, der hier Eigentümer war. Das Brauereigebäude wurde auf dem Nachbargrundstück errichtet, das die Adresse Sophie-Charlottenstraße 92 trug.

## Geschichte

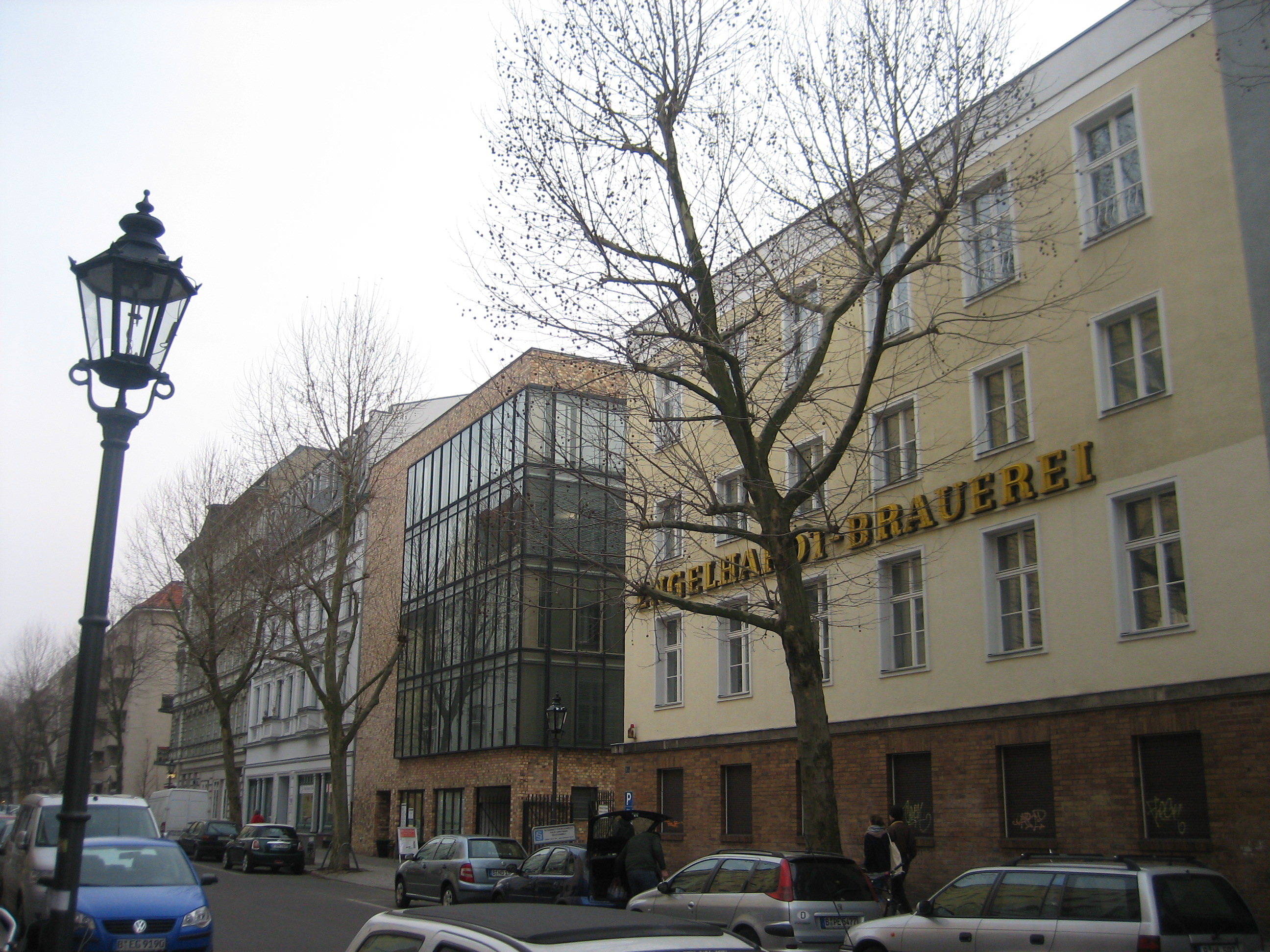
Engelhardt-Brauerei in der Danckelmannstraße in Berlin-Charlottenburg

Im Jahr 1884 hatte sich die Weißbier-Brauerei für Export in Charlottenburg gegründet, wurde aber bereits 1886 wieder verkauft; an deren Standort etablierte sich die Kaiser-Brauerei AG unter ihrem Direktor O. Kahl. Im Jahr 1910 fusionierte sie mit der Ernst Engelhardt Nachf. AG und verlor ihren eigenständigen Namen. 
Ab 1917 entwickelte sich der Engelhardt-Konzern zur zweitgrößten Brauereigruppe in Deutschland, die 1934 zugunsten der Dresdner Bank arisiert wurde. Laut dem American Jewish Committee beschäftigte das Unternehmen während der Zeit des Nationalsozialismus Zwangsarbeiter.
Im Jahr 1977 ließen die neuen Eigentümer ein neues Sudhaus errichten. 1983 übernahm Schultheiss die Brauerei, ließ das Grundstück jedoch 1985 aufteilen. Dreizehn Jahre später, 1998, wurde die Brautätigkeit eingestellt und die Anlagen endgültig geschlossen. Das Land Berlin kaufte die Neubauten auf dem Gelände an der Sophie-Charlotten-Straße und ließ sie zugunsten eines neu zu errichtenden Gewerbehofs abreißen.
Das Areal an der Danckelmann- Ecke Christstraße wurde 1995–1998 als Engelhardt-Höfe unter Nutzung einiger alter Gebäude nach Plänen und unter Leitung des Architekten Paul Kahlfeldt total umgebaut. Für diese Umbauarbeiten erhielt Kahlfeld 1997 den Deutschen Architekturpreis.